# جانوس بارتي
جانوس بارتي (بالمجرية: Parti János)‏ هو راكب الكنو مجري، ولد في 24 أكتوبر 1932 في بودابست في المجر، وتوفي بنفس المكان في 6 مارس 1999.

## وصلات خارجية
- جانوس بارتي على موقع اللجنة الأولمبية الدولية (الإنجليزية)
- جانوس بارتي على موقع أوليمبيديا (الإنجليزية)
- جانوس بارتي على موقع اللجنة الأولمبية المجرية (الهنغارية)